# Juillé (Charente)
Juillé ist eine französische Gemeinde mit 176 Einwohnern (Stand 1. Januar 2022) im Département Charente in der Region Nouvelle-Aquitaine (vor 2016 Poitou-Charentes); sie gehört zum Arrondissement Confolens und zum Kanton Boixe-et-Manslois. Die Einwohner werden Juilléens genannt.

## Geographie
Juillé liegt etwa 32 Kilometer nördlich von Angoulême. Umgeben wird Juillé von den Nachbargemeinden Charmé im Nordwesten und Norden, Salles-de-Villefagnan im Norden und Nordosten, Lonnes im Nordosten und Osten, Fontenille im Osten und Süden, Luxé im Süden und Südwesten sowie Ligné im Südwesten und Westen.

## Bevölkerungsentwicklung
| 1962                       | 1968 | 1975 | 1982 | 1990 | 1999 | 2006 | 2019 |
| -------------------------- | ---- | ---- | ---- | ---- | ---- | ---- | ---- |
| 265                        | 232  | 218  | 206  | 198  | 181  | 185  | 180  |
| Quellen: Cassini und INSEE |      |      |      |      |      |      |      |

## Sehenswürdigkeiten
- Kirche Saint-Jean-Baptiste, früheres Priorat

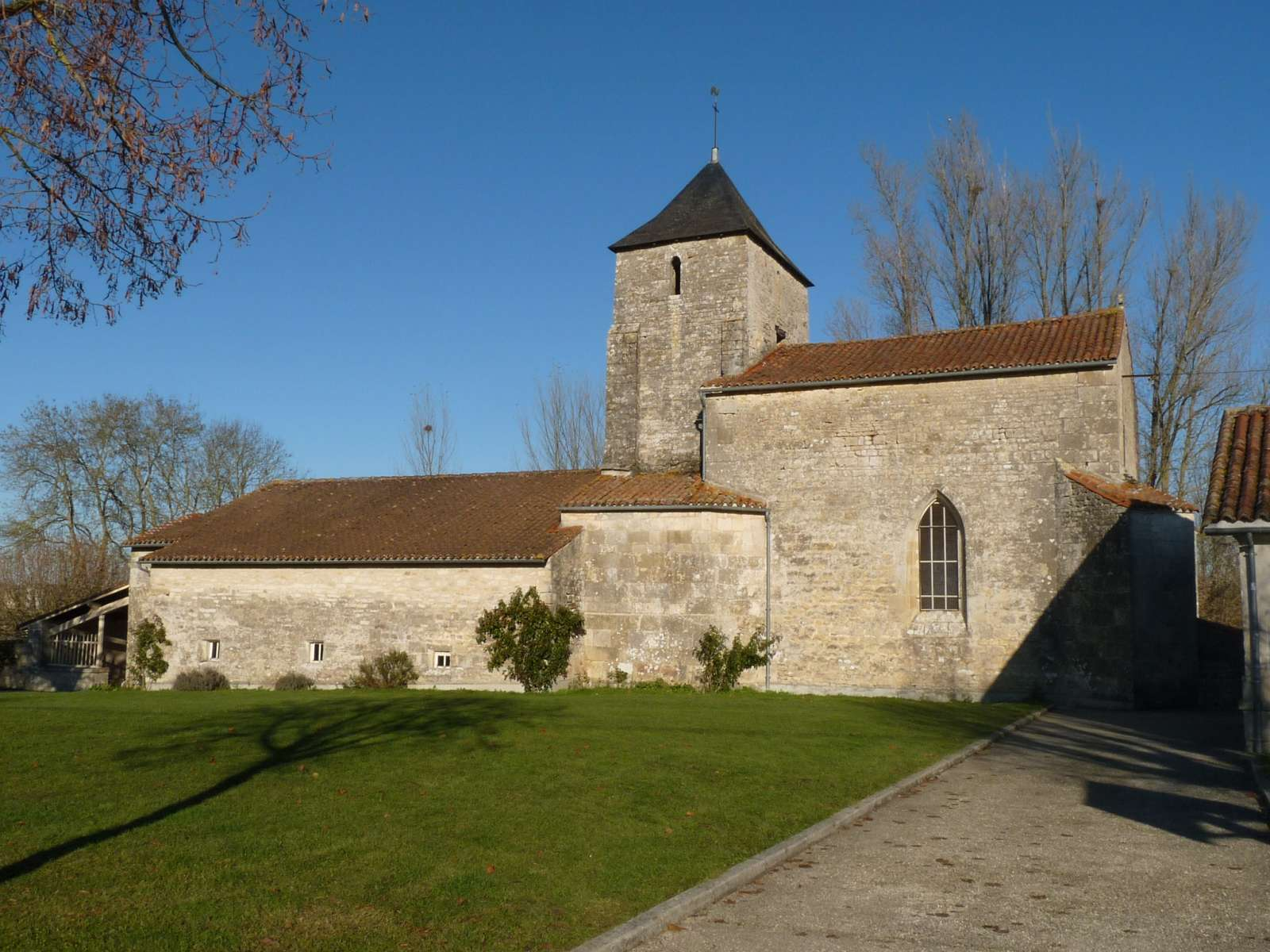
Kirche Saint-Jean-Baptiste